# Islândia nos Jogos Olímpicos de Inverno de 2022
Islândia participa dos Jogos Olímpicos de Inverno de 2022, realizados em Pequim, na China.
É a 19.ª aparição do país em Olimpíadas de Inverno. É representado por cinco atletas, sendo dois homens e três mulheres.

## Competidores
| Esporte             | Masculino | Feminino | Total |
| ------------------- | --------- | -------- | ----- |
| Esqui alpino        | 1         | 1        | 2     |
| Esqui cross-country | 2         | 1        | 3     |
| Total               | 3         | 2        | 5     |

## Desempenho

### Esqui alpino
Masculino
| Atleta                | Evento | Descida 1 | Pos. | Descida 2   | Pos.        | Total       | Pos.        | Ref.  |
| --------------------- | ------ | --------- | ---- | ----------- | ----------- | ----------- | ----------- | ----- |
| Sturla Snær Snorrason | Slalom | DNF       | DNF  | Não avançou | Não avançou | Não avançou | Não avançou | [ 3 ] |

Feminino
| Atleta                          | Evento         | Descida 1 | Pos. | Descida 2   | Pos.        | Total       | Pos.        | Ref.  |
| ------------------------------- | -------------- | --------- | ---- | ----------- | ----------- | ----------- | ----------- | ----- |
| Hólmfríður Dóra Friðgeirsdóttir | Slalom         | 57.39     | 43   | 56.48       | 36          | 1:53.87     | 38          | [ 4 ] |
| Hólmfríður Dóra Friðgeirsdóttir | Slalom gigante | DNF       | DNF  | Não avançou | Não avançou | Não avançou | Não avançou | [ 5 ] |
| Hólmfríður Dóra Friðgeirsdóttir | Super-G        | —         | —    | —           | —           | 1:17.41     | 32          | [ 6 ] |

### Esqui cross-country
Masculino
| Atleta           | Evento          | Clássico | Clássico | Livre   | Livre | Final     | Final   | Final | Ref.  |
| Atleta           | Evento          | Tempo    | Pos.     | Tempo   | Pos.  | Tempo     | Dif.    | Pos.  | Ref.  |
| ---------------- | --------------- | -------- | -------- | ------- | ----- | --------- | ------- | ----- | ----- |
| Snorri Einarsson | 15 km clássico  | —        | —        | —       | —     | 41:17.6   | +3:22.8 | 36    | [ 7 ] |
| Snorri Einarsson | 30 km skiathlon | 41:37.4  | 25       | 40:33.5 | 29    | 1:22:50.1 | +6:40.3 | 29    | [ 8 ] |

| Atleta                                  | Evento                 | Qualificatório | Qualificatório | Quartas     | Quartas     | Semifinal   | Semifinal   | Final       | Final       | Final       | Ref.   |
| Atleta                                  | Evento                 | Tempo          | Pos.           | Tempo       | Pos.        | Tempo       | Pos.        | Tempo       | Dif.        | Pos.        | Ref.   |
| --------------------------------------- | ---------------------- | -------------- | -------------- | ----------- | ----------- | ----------- | ----------- | ----------- | ----------- | ----------- | ------ |
| Isak Stianson Pedersen                  | Velocidade individual  | 3:11.95        | 78             | Não avançou | Não avançou | Não avançou | Não avançou | Não avançou | Não avançou | Não avançou | [ 9 ]  |
| Snorri Einarsson Isak Stianson Pedersen | Velocidade por equipes | —              | —              | —           | —           | 21:05.66    | 10          | Não avançou | Não avançou | Não avançou | [ 10 ] |

Feminino
| Atleta               | Evento                | Qualificatório | Qualificatório | Quartas     | Quartas     | Semifinal   | Semifinal   | Final       | Final       | Final       | Ref.   |
| Atleta               | Evento                | Tempo          | Pos.           | Tempo       | Pos.        | Tempo       | Pos.        | Tempo       | Dif.        | Pos.        | Ref.   |
| -------------------- | --------------------- | -------------- | -------------- | ----------- | ----------- | ----------- | ----------- | ----------- | ----------- | ----------- | ------ |
| Kristrún Guðnadóttir | Velocidade individual | 3:49.59        | 74             | Não avançou | Não avançou | Não avançou | Não avançou | Não avançou | Não avançou | Não avançou | [ 11 ] |

Legenda
| Recorde mundial      | Recorde mundial (World record)               |                       | Recorde africano                      | Recorde africano (African) |                                           | Q | Classificado por posição (Qualified) |
| Recorde olímpico     | Recorde olímpico (Olympic record)            | Recorde da América    | Recorde da América (Americas)         | q                          | Classificado por melhor tempo (Qualified) |   |                                      |
| Melhor marca do ano  | Melhor marca do ano (World leading)          | Recorde asiático      | Recorde asiático (Asian)              | DNS                        | Não largou (Did not start)                |   |                                      |
| Recorde nacional     | Recorde nacional (National record)           | Recorde europeu       | Recorde europeu (European)            | DNF                        | Não terminou (Did not finish)             |   |                                      |
| Recorde pessoal      | Recorde pessoal do atleta (Personal best)    | Recorde da Oceania    | Recorde da Oceania (Oceania)          | DSQ / DQ                   | Desclassificado (Disqualified)            |   |                                      |
| Recorde da temporada | Recorde da temporada do atleta (Season best) | Recorde sul-americano | Recorde sul-americano (South America) | NM                         | Sem marca (No mark)                       |   |                                      |